# Operador turístico

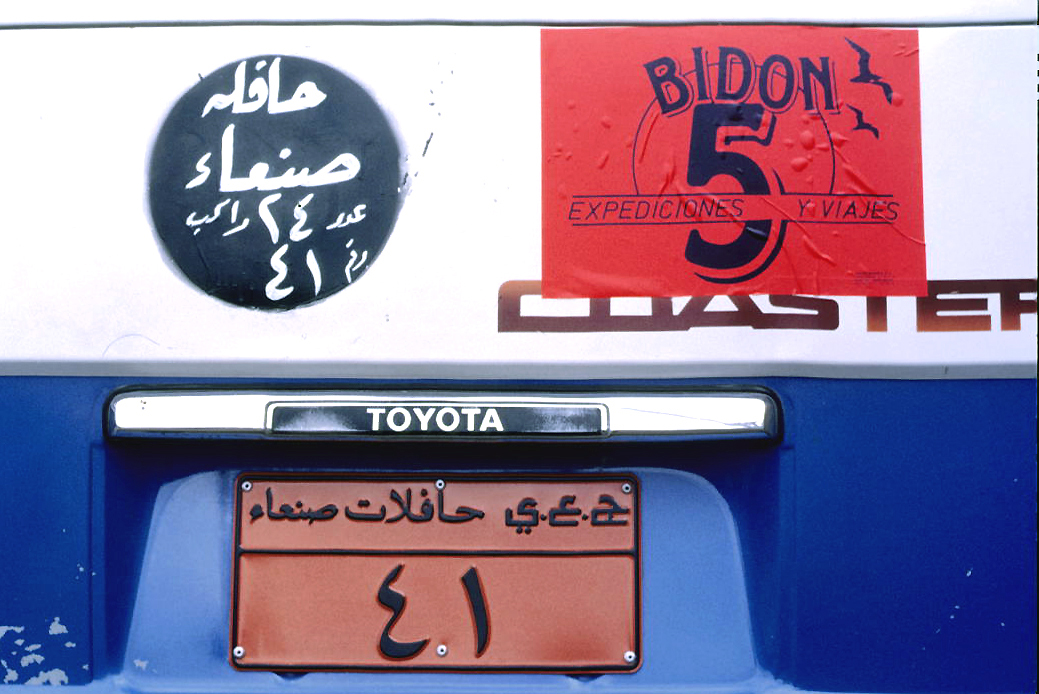
Trasera de un microbús con pegatina de empresa turística y matrícula yemení

Operador turístico o turoperador – es una agencia de viajes que se ocupa directamente de la organización de viajes: organiza el alojamiento, las comidas, los traslados en autobús de los turistas, etc. El turoperador ofrece todos estos servicios en un paquete a los turistas como viaje combinado (viaje organizado o paquete turístico). El operador fija de forma independiente los precios de los viajes, también es responsable de la calidad de los servicios y de la fiabilidad de la información del programa de viaje.
Puede ser un operador mayorista si vende sus viajes exclusivamente a agencias de viajes, un operador minorista si vende sus ofertas directamente a los turistas, o un operador mayorista-minorista si vende a ambos.